# Mansur Bahrami
Mansur Bahrami, pers. منصور بهرامی, Manṣūr Bahrāmī (ur. 26 kwietnia 1956 w Araku) – irański tenisista posiadający również obywatelstwo francuskie, reprezentant w Pucharze Davisa.

## Kariera tenisowa
Karierę tenisową rozpoczął w roku 1974. Specjalizował się w grze podwójnej, wygrywając dwa turnieje ATP World Tour. Pierwsze zwycięstwo odniósł w roku 1988 w Genewie partnerując Tomášowi Šmídowi, a drugi tytuł wywalczył rok później w Tuluzie, grając w parze z Érikiem Winogradskym. Ponadto grał w dziesięciu dalszych finałach rozgrywek ATP World Tour, które zakończyły się porażką Bahramiego, w tym wielkoszlemowy French Open 1989. Wspólnie z Winogradskym przegrali w meczu finałowym z Amerykanami Jimem Grabbem i Patrickiem McEnroe 4:6, 6:2, 4:6, 6:7.
Najwyżej sklasyfikowany w rankingu deblistów był na 31. miejscu w lipcu 1987 roku, z kolei w zestawieniu singlistów w maju 1988 roku był na 192. pozycji.
W latach 1974–1978 reprezentował Iran w Pucharze Davisa. Później, po piętnastu latach przerwy powrócił do zespołu w sezonie 1993 i grał do 1997 roku, rozgrywając łącznie 39 meczów (zarówno w singlu jak i deblu), a wygrywając 24 pojedynki.
Bahrami, wyróżniający się na korcie charakterystycznymi wąsami, znany jest z efektownej gry i po zakończeniu kariery stał się chętnie zapraszanym uczestnikiem rozmaitych meczów pokazowych, w których towarzyszył albo współczesnym gwiazdom, albo innym weteranom, np. Leconte czy Noahowi. Poza technicznymi zagraniami prezentuje publiczności sztuczki żonglerskie i inicjuje humorystyczne sytuacje, np. prowadzi rozmowy, obniża siatkę serwującemu partnerowi albo niespodziewanie dołącza do pary przeciwnej. Od połowy lat 90. włączył się także aktywnie w rozgrywki seniorskie, w 1999 roku wygrał turniej cyklu ATP Champions Tour w Ad-Dausze, pokonując m.in. Leconte i Casha.

### Wygrane turnieje ATP World Tour

#### Gra podwójna (2)
| Nr | Rok  | Turniej | Nawierzchnia  | Partner          | Przeciwnicy w finale                | Wynik finału |
| 1. | 1988 | Genewa  | Ceglana       | Tomáš Šmíd       | Gustavo Luza Guillermo Pérez Roldán | 6:4, 6:3     |
| 2. | 1989 | Tuluza  | Twarda (hala) | Éric Winogradsky | Todd Nelson Roger Smith             | 6:2, 7:6     |